# حیدرآباد (چاراویماق)
حیدرآباد یکی از روستاهای استان آذربایجان شرقی است که در دهستان ورقه بخش مرکزی شهرستان چاراویماق واقع شده‌است.این روستا ۱۵ نفر جمعیت دارد.